# 徐瑄
徐瑄（1412年—1471年），字子敬，直隸蘇州府嘉定縣人，軍籍。明朝政治人物。正统戊午解元，乙丑進士。官至延绥巡抚。

## 生平
正統三年（1438年）戊午科應天府鄉試第一名。正統十年（1445年）乙丑科會試第十一名，殿試登進士第二甲第四十二名。任監察御史，景泰七年（1456年）出按廣東。累升都察院右僉都御史，巡撫延綏。

## 家族
曾祖父徐廷玉。祖父徐公行。父亲徐茂宗。